# Апостольский викариат Рунду
Апостольский викариат Рунду (лат. Vicariatus Apostolicus Runduensis) — апостольский викариат Римско-Католической церкви с центром в городе Рунду, Намибия. Апостольский викариат Рунду подчиняется непосредственно Святому Престолу.

## История
14 марта 1994 года Римский папа Иоанн Павел II выпустил буллу «Sollicitam sane curam», которой учредил апостольский викариат Рунду, выделив его из архиепархии Виндхука.

## Ординарии апостольского викариата
- епископ Joseph Shipandeni Shikongo O.M.I.[1] (14.03.1994 — по настоящее время).

## Источник
- Annuario Pontificio, Libreria Editrice Vaticana, Città del Vaticano, 2003, ISBN 88-209-7422-3
- Булла Sollicitam sane curam  (лат.)